# Al-Birat al-Bab
Al-Birat al-Bab (arab. البيرة الباب) – wieś w Syrii, w muhafazie Aleppo. W 2004 roku liczyła 447 mieszkańców.